# Beyzanur Aslan
Beyzanur Aslan (* 28. September 2001 in Antalya) ist eine aserbaidschanisch-türkische Fußballspielerin.

## Karriere

### Verein
Aslan startete ihre Karriere 2017 bei 1207 Antalya Spor, wo sie bis 2021 spielte. In dieser Zeit absolvierte sie 32 Ligaspiele und erzielte ein Tor. Oktober 2021 wechselte sie zu Fenerbahçe SK und bestritt dort 10 Ligaspiele. Im November 2023 schloss sie sich Gaziantep Asya Spor an, bevor sie im Februar 2024 zu Antalya Deniz Kadın Spor wechselte, wo sie derzeit spielt.

### Nationalmannschaft
Obwohl in der Türkei geboren, entschied sich Aslan, für die aserbaidschanische Nationalmannschaft zu spielen. Sie wurde 2017 in die U17-Auswahl berufen und spielte später auch für die U19-Nationalmannschaft. In einem EM-Qualifikationsspiel der U19 gegen Deutschland am 5. Oktober 2019 stand sie in der Startelf.